# 黎邦琰
黎邦琰（1542年—1588年），字君華，號泉山，廣東廣州府從化縣水東韶洞人，明朝政治人物。

## 生平
嘉靖四十年（1561年）辛酉科廣東鄉試第二十三名舉人，隆慶五年（1571年）中式辛未科會試第二百三名，三甲第三十七名進士。授江西临川县知县。母丧丁忧回乡，守孝期满，萬曆五年（1577年）补定陶县。八年徵為吏部稽勳司主事。不久以父老为由辞官，归乡行至江西，其父已卒。守孝期满，补验封司郎中。万历十六年（1588年）升江西右参政，剿“黄梅贼”。提调学政，劳累致疾，十九年考察调用，次年致仕辞官回乡，当年病卒。

## 著作
有《旅中稿》、《南秀堂稿》、《洞石稿》、《陳岩野集》、《广东文献》四集、《粤东诗海》、《粤台徵雅录》等。

## 家族
曾祖黎元昌，封監察御史；祖父黎貫，監察御史 贈尚寶司少卿；父黎民表，戶部員外郎，「南園後五子」之一；母梁氏。叔父黎民衷。